# Atenção Primária à Saúde em Municípios Rurais Remotos no Brasil
Atenção Primária à Saúde em Municípios Rurais Remotos no Brasil é o livro publicado em 2023 da Editora Fiocruz que recebeu o primeiro Prêmio Jabuti Acadêmico na categoria Enfermagem, Farmácia, Saúde Coletiva e Serviço Social do eixo Ciência e Cultura. A obra é organizada por cinco pesquisadores de diferentes institutos que formam um grupo de pesquisa interdisciplinar do Conselho Nacional de Desenvolvimento Científico e Tecnológico (CNPq): 
- Aylene Bousquat, médica, doutora em medicina preventiva, professora do Departamento de Política, Gestão e Saúde da Faculdade de Saúde Pública da Universidade de São Paulo (FSP-USP);
- Adriano Maia dos Santos, odontólogo, doutor em saúde pública, docente do Instituto Multidisciplinar em Saúde da Universidade Federal da Bahia e líder do grupo de pesquisa Observatório Baiano de Redes de Atenção à Saúde;
- Lígia Giovanella, médica sanitarista, doutora em saúde pública, pesquisadora-sênior da Escola Nacional de Saúde Pública Sérgio Arouca (ENSP);
- Márcia Cristina Rodrigues Fausto, assistente social sanitarista, doutora em saúde coletiva, professor e pesquisadora da ENSP/Fiocruz e então vice-diretora de Escola de Governo em Saúde da ENSP;
- Patty Fidelis de Almeida, psicóloga, doutora em saúde pública, professora e pesquisadora do Instituto de Saúde Coletiva da Universidade Federal Fluminense.

## Características
Os estudos visam a compreensão das características dos âmbitos rurais remotos do Brasil através da Atenção Primária à Saúde alinhada aos princípios básicos do Sistema Único de Saúde. O livro, por meio de 14 capítulos, estimula a reflexão e a investigação sobre as realidades invisibilizadas nas esferas das políticas públicas da área da saúde. 
Nos primeiros quatro capítulos, os autores contextualizam temas pertinentes à compreensão do cenário rural brasileiros e evidenciam conceitos e definições relacionados às desigualdades, além de apresentar as condições de se produzir pesquisas em áreas de difícil acesso. 
Nos próximos seis capítulos, o livro aborda a organização e o acesso aos serviços de APS em seis regiões: Norte Estradas, Norte Águas, Matopiba, Norte de Minas Gerais, Semiárido e Vetor Centro-Oeste. 
Na última parte, nos quatro capítulos restantes, discute-se temas como a força de trabalho em saúde, o trabalho de agentes comunitários de saúde e a interlocução necessária entre esses serviços e a comunidade. 

## Prêmios
- Prêmio Jabuti Acadêmico de 2024 em Enfermagem, Farmácia, Saúde Coletiva e Serviço Social.